# Gheorghe Bengescu
Gheorghe Bengescu (1848-1922) fue un publicista, escritor, profesor y diplomático rumano.

## Biografía
Nacido el 30 de agosto de 1848 en Craiova, estudió en París en el liceo Louis-le-Grand de 1857 a 1867 y luego, tras ser premiado en el Concurso General de 1865 y 1866, terminó la carrera de Letras en 1869. En 1870, debido a la guerra franco-prusiana, se trasladó a Bélgica, donde estudió derecho y ciencias administrativas. En 1871, de regreso a su país natal, fue nombrado fiscal del tribunal de Ilfov y profesor de lengua y literatura francesa. En 1872 se trasladó a Viena como secretario de la legación diplomática rumana. Luego regresó a Bucarest y fue nombrado juez del Tribunal de Ilfov (1872). En 1873 se instaló en París, donde se dedicó a estudios históricos y literarios. Allí publicó en 1882 la obra sobre Voltaire Bibliographie de ses oeuvres, por la que la Academia Francesa le otorgó un premio en 1883 y una medalla de oro en 1890. El 21 de enero de 1882, reingresó en la carrera diplomática como secretario de la legación rumana en Londres, de donde luego se trasladó a París y fue nombrado primer secretario en 1885. En 1889 fue ascendido a consejero de la legación y en 1891 fue nombrado ministro plenipotenciario en Bruselas, cargo que seguía ocupando hacia 1897. Falleció el 23 de agosto de 1922.
Miembro correspondiente de la Sociedad de Historia Diplomática de París, miembro de la Société d'Histoire littéraire de la France y miembro correspondiente de la Academia Rumana desde 1882, publicó numerosas obras, entre las cuales se encontraron títulos como Alexandre le Bon, prince de Moldavie en colaboración con Émile Picot, Le conflit franco-roumain par un ami de la France (1885), Les origines de l'histoire roumaine de A. Ubicini, en el que incluyó una nota biográfica del autor, La question dynastique en Roumanie, par un paysan du Danube, Voltaire Bibliographie de ses Œuvres (1882-1890), Notice bibliographique sur les principaux écrits de Voltaire ainsi que sur ceux qui lui ont été attribués, Memoires pour servir à la vie de M. de Voltaire, écrits par lui méme, publicies para un bibliophile (1886), Voltaire, Lettres et billets inédits, publiés d'après les originaux du British Museum (1887), Oeuvres chosies de Voltaire publiées avec Preface. Notes et variantes,  Bibliographie franco-roumaine du XIXe siècle (primer tomo, 1895).